# Humberto García Larralde
Humberto García Larralde es un economista venezolano. Es Individuo de Número de la Academia Nacional de Ciencias Económicas y presidente de la misma para el periodo 2016-2018. Fue profesor universitario de la escuela de economía de la Universidad Central de Venezuela (UCV).

## Carrera
Humberto García Larralde ha escrito más de 30 publicaciones sobre integración económica, comercio internacional, tipo de cambio, renta petrolera y desarrollo, políticas macroeconómicas, desarrollo tecnológico, entre otras, en revistas y en recopilaciones varias.
También ha colaborado con ensayos y artículos cortos sobre autonomía universitaria, temas del totalitarismo y otros de actualidad en publicaciones de la UCV, Observatorio Hannah Arendt y Venezuela Analítica.
Es autor del libro Aspectos teóricos de la Innovación Tecnológica, editado por la editorial Monteávila en el año 1988.
Durante su trayectoria personal ha sido director de la Escuela de Economía de la UCV durante octubre de 2002 a junio de 2003, fue director General Sectorial de Economía Internacional del extinto Ministerio de Fomento entre 1990 y 1992 y Director de Planificación Global de CORDIPLAN en 1989.